# Roberto Calderoli
Roberto Calderoli (ur. 18 kwietnia 1956 w Bergamo) – włoski polityk i lekarz, minister w kilku rządach, parlamentarzysta.

## Życiorys
Z zawodu lekarz, ukończył studia medyczne na Uniwersytecie Mediolańskim. W latach 80. zaangażował się w działalność Ligi Lombardzkiej, jednego z ugrupowań, które współtworzyło federacyjną Ligę Północną. W pierwszej połowie lat 90. pełnił funkcję radnego Bergamo, od 1995 do 2002 był krajowym sekretarzem Ligi Lombardzkiej, następnie został koordynatorem Ligi Północnej.
W latach 1992–2001 sprawował mandat posła do Izby Deputowanych XI, XII i XIII kadencji. W 2001, 2006, 2008, 2013, 2018 i 2022 wybierany do Senatu XIV, XV, XVI, XVII, XVIII i XIX kadencji.
Od 20 czerwca 2004 był ministrem bez teki do spraw reform i decentralizacji w drugim i trzecim rządzie Silvia Berlusconiego. 15 lutego 2006 w wystąpieniu telewizyjnym pozował ostentacyjnie w koszulce z jedną z karykatur Mahometa. Wystąpienie to wywołało zamieszki przed włoskim konsulatem w libijskim Bengazi, w trakcie których zginęło 11 osób. 18 lutego tego samego roku na prośbę premiera podał się do dymisji z zajmowanego stanowiska ministerialnego, która została przyjęta.
Także później wywoływał swoimi publicznymi wypowiedziami kontrowersje. Już jako wicemarszałek Senatu XV kadencji w 2006 krytykował reprezentację Francji w piłce nożnej za to, że opiera się na „czarnych i muzułmanach”. W 2007 proponował przyprowadzanie świń na place budowy meczetów celem okazywania niechęci wobec wyznawców islamu.
Po zwycięstwie centroprawicowej koalicji z udziałem m.in. Ludu Wolności i Ligi Północnej w przedterminowych wyborach w 2008 Roberto Calderoli został powołany w skład czwartego rządu Silvia Berlusconiego. Od maja tegoż roku zajmował w nim funkcję ministra bez teki do spraw uproszczenia przepisów prawa, zakończył urzędowanie w listopadzie 2011. W październiku 2022 został ministrem bez teki w gabinecie Giorgii Meloni, powierzono mu odpowiedzialność za sprawy regionów i autonomii.

## Życie prywatne
Żonaty z polityk Gianną Gancią.